# Arne Lindberg
Oskar Arne Lindberg (i riksdagen kallad Lindberg i Kalix), född 8 juli 1918 i Nederkalix församling, död där 22 november 1988, var en svensk präst och politiker (centerpartiet). 
Efter studier vid Fjellstedtska skolan blev Arne Lindberg 1941 student vid Uppsala universitet, där han blev teologie kandidat 1948. Efter prästvigning samma år följde missiv till Nederkalix församling och Luleå stadsförsamling. Han blev kyrkoadjunkt i Kristineberg 1949, stiftsadjunkt i Lycksele 1951 och i Luleå 1953, komminister i Överkalix församling 1956, garnisonspastor i Boden 1958, komminister i Nederkalix församling 1961 och kyrkoherde där 1967. Han blev kontraktsprost i Kalix kontrakt 1967.
Arne Lindberg var riksdagsledamot i andra kammaren 1966–1968 och i enkammarriksdagen 1979–1982, i båda fallen för Norrbottens läns valkrets. Han var ledamot i Norrbottens läns landsting 1960–1979 samt vice ordförande där 1967–1979.
Arne Lindberg utkom med diktsamlingen Tillvaro 1982 och postumt med diktsamlingen Glimtar 1994.
Han gifte sig 1948 med stiftskonsulenten Margareta Ericsson. Makarna fick en dotter och tre söner.